# Mike Tyson vs. Buster Douglas
L'incontro di pugilato Mike Tyson vs. Buster Douglas si disputò al Tokyo Dome di Tokyo, Giappone, l'11 febbraio 1990. L'evento si rivelò storicamente rilevante, poiché l'allora imbattuto campione indiscusso dei pesi massimi Tyson perse per la prima volta in carriera per KO, contro un avversario ampiamente dato per sfavorito, James "Buster" Douglas. Il match è generalmente considerato una delle più grandi sorprese nella storia dello sport.

## Contesto
Approcciandosi all'incontro, Mike Tyson era imbattuto tra i professionisti e campione del mondo indiscusso dei pesi massimi in carica. Tyson deteneva le cinture WBC, WBA, e IBF. Nonostante le molte polemiche che segnavano il profilo pubblico e privato di Tyson all'epoca, come la sua controversa relazione sentimentale con l'attrice Robin Givens, le beghe contrattuali tra il suo manager di vecchia data Bill Cayton e il promoter Don King, e l'abbandono dell'allenatore degli inizi, Kevin Rooney, Tyson era ancora una forza inarrestabile e dominante sul ring, avendo appena ottenuto una vittoria per KO in appena 93 secondi con Carl "The Truth" Williams nel suo ultimo match. Molti consideravano l'incontro con Douglas solo una sorta di allenamento in vista del confronto con il vero rivale di Tyson, l'allora imbattuto e primo sfidante al titolo Evander Holyfield (che assistette al match a bordo ring). All'epoca Tyson era considerato il peso massimo più forte della sua era, se non di tutti i tempi.
Buster Douglas era 7º nel ranking della rivista The Ring riservato ai pesi massimi, e aveva avuto, fino a quel momento, una carriera fatta di luci e ombre. Il suo precedente match per un titolo era stato contro Tony Tucker nel 1987, dove aveva perso per TKO al decimo round. Tuttavia, una striscia di sei vittorie consecutive gli diede la possibilità di affrontare Tyson. Nel periodo antecedente al match, Douglas dovette affrontare vari problemi personali, non ultima la morte della madre, Lula Pearl, 23 giorni prima della data dell'incontro. Inoltre, la madre di suo figlio stava affrontando un serio problema ai reni, e lui stesso aveva contratto l'influenza il giorno prima del combattimento.

## L'incontro
Sin dall'inizio del combattimento, sembrò che Douglas non fosse intimorito da Tyson. Egli era molto mobile e non aveva paura di affrontare a viso aperto l'avversario. Ricorse alla velocità e a colpi mirati per mettere in difficoltà Tyson, cercando di tenerlo alla distanza. Quando Tyson cercò di perforare la sua guardia, Douglas si tirava indietro, si spostava, o colpiva subito l'avversario con molteplici colpi appena gli capitava a tiro, costringendolo sulla difensiva. Nelle prime fasi del match sembrò che Douglas fosse più agile rispetto al campione.
Nei round successivi Tyson riuscì a portare a segno alcuni dei suoi caratteristici montanti, ma Douglas era ancora in pieno controllo del match. L'occhio sinistro di Tyson iniziò a risentire dei jab di Douglas. Nell'ottavo round, una ripresa dominata da Douglas fino agli ultimi secondi, Larry Merchant di HBO notò che "Douglas stava facendo a Tyson, alcune domande che non gli erano mai state fatte prima... ". 
Negli ultimi 10 secondi dell'ottavo round, Tyson, costretto alle corde, mise a segno un potente uppercut che mandò Douglas al tappeto. Douglas si rialzò dopo un conteggio di "9" (che il promoter di Tyson Don King avrebbe in seguito definito irregolare perché troppo lento).
Nel drammatico 9º round, Tyson tentò aggressivamente di far terminare il match, nella speranza che Douglas fosse ancora intontito dal KO precedente. Buster fu abile nel contenere l'assalto di Tyson. Entrambi gli uomini si scambiarono pugni fino a quando Douglas mise a segno una combinazione di quattro colpi che mandarono Tyson sulle corde del ring. Con Tyson ferito alle corde, Douglas cercò di metterlo KO con un colpo decisivo ma il campione fu salvato dal suono del gong.
Nel decimo round, Douglas, dopo averlo colpito con dei jab, tirò al campione un montante devastante alla testa, immediatamente seguito da altri quattro pugni che lo mandarono al tappeto per la prima volta in carriera. In una scena poi diventata celebre, Tyson crolla nell'angolo e poi si mette carponi sulle ginocchia per raccogliere da terra il paradenti che gli era saltato via, prima di rialzarsi faticosamente aiutandosi con le corde del ring. Il campione cercò di rimettersi in piedi per proseguire il match ma l'arbitro Octavio Meyran aveva già effettuato il conteggio di "10" decretando la vittoria dello sfidante. Buster Douglas divenne quindi il nuovo campione mondiale indiscusso dei pesi massimi e l'incontro divenne una delle più grandi sorprese nella storia della boxe. I punteggi dei cartellini del nono round assegnati dai giudici prima del KO erano 87-86 per Tyson, 86-86 e 88-83 per Douglas. 
Durante l'intervista post-match, Douglas scoppiò in lacrime quando gli venne chiesto come aveva fatto a vincere quando nessuno se lo sarebbe aspettato. Egli rispose: «Because of my mother... God bless her heart» ("Grazie a mia madre... Dio benedica il suo cuore").

### Arbitro e giudici
- Arbitro: Octavio Meyran
- Giudice: Larry Rozadilla
- Giudice: Ken Morita
- Giudice: Masakazu Uchida

## Conseguenze
Nel periodo immediatamente successivo alla sconfitta di Tyson, Don King contestò ufficialmente il risultato, affermando che il conteggio fatto a Douglas dall'arbitro Octavio Meyran era stato molto più lento rispetto a quello eseguito su Tyson. La WBA e la WBC inizialmente accolsero la protesta e sospesero il riconoscimento del titolo di campione a Douglas, sebbene invece la IBF avesse omologato immediatamente il risultato. Dopo una mozione pubblica da parte di varie commissioni di boxe del mondo che chiedevano il riconoscimento ufficiale di Douglas come nuovo campione del mondo, la protesta fu ritirata e la vittoria di Buster Douglas riconosciuta quattro giorni dopo il match. A dispetto dell'impresa compiuta da Douglas, un buon numero di appassionati di boxe consideravano l'incontro una sorta di "aberrazione", e chiedevano a gran voce un rematch.
Piani per un rematch Tyson vs. Douglas andarono per le lunghe, quindi Buster difese il titolo contro il contendente numero 1, Evander Holyfield. Un Douglas sovrappeso fu messo al tappeto da Holyfield al terzo round. Buster si ritirò dopo la sconfitta. Nel 1996, dopo essere quasi morto per un coma diabetico, tornò a combattere e vinse qualche incontro con pugili poco quotati. Nel 1999 fece l'ultimo match. Nonostante le voci di un rematch con Tyson fossero perdurate per tutti gli anni novanta, i due non si affrontarono mai più. 
Tyson fece altri quattro match dopo quello con Douglas prima di essere incarcerato per lo stupro della modella Desiree Washington nel 1991. Dopo il suo rilascio dal carcere nel 1995, riconquistò in breve tempo i titoli WBA e WBC, prima di perderli contro Holyfield. Egli continuò a combattere sporadicamente per altri dieci anni e perse un altro match titolato contro Lennox Lewis nel 2002. Si ritirò dal pugilato nel 2005 dopo due sconfitte consecutive. Non divenne mai più campione mondiale.
Grazie alla vittoria su Tyson, Buster Douglas acquisì molta notorietà anche al di fuori dell'ambiente della boxe. Tra i molti riconoscimenti ricevuti ci furono la copertina di Sports Illustrated con il titolo "Rocky Lives!" in riferimento alla popolare serie di film di Rocky dato che Buster veniva visto come l'eroe protagonista della pellicola, un campione sottovalutato da tutti. Per quanto riguarda Tyson, invece, sebbene mantenesse la reputazione di pugile devastante, l'inaspettato passo falso derivante dalla sconfitta con Douglas gli fece perdere l'aura da "invincibile" che lo accompagnava sin da inizio carriera. Il match Tyson vs. Douglas viene spesso considerato una delle più grandi sorprese nella storia dello sport.

## Riferimenti nella cultura di massa
Il gruppo musicale alternative rock statunitense The Killers menziona il match nella loro canzone Tyson vs. Douglas, che inoltre contiene estratti dal commento audio originale dell'incontro.

## Curiosità
Dopo l'incontro, Douglas rivelò che la vera motivazione la aveva ricevuta dalle parole della sua malata madre, Lula Pearl Douglas, che andando contro il pensiero di tutti era sicura che il figlio avrebbe potuto competere contro Iron Mike. Egli le promise che lo avrebbe battuto prima che ella morisse per un ictus tre settimane prima del combattimento.